# Oxytropis niedzweckiana
Oxytropis niedzweckiana är en ärtväxtart som beskrevs av Mikhail Grigoríevič Popov. Oxytropis niedzweckiana ingår i släktet klovedlar, och familjen ärtväxter. Inga underarter finns listade i Catalogue of Life.